# André Kostolany
André Kostolany (Kosztolányi Endre, Budapest, 1906. február 9. – Párizs, 1999. szeptember 14.) magyar zsidó származású tőzsdeguru és spekuláns. Magát világpolgárnak tartotta, életének legnagyobb részét Franciaországban és Németországban töltötte.

## Élete
1906. február 9-én egy jómódú zsidó család negyedik gyermekeként látta meg a napvilágot Budapesten. A gimnáziumi évek után – ahol Teller Edével együtt koptatta az iskolapadot –, az egyetemen filozófiát és művészettörténet tanult. 
21 évesen, egyetemi tanulmányai alatt, édesapja kezdeményezésére Párizsba került, ahol apja ifjúkori barátja, egy francia tőzsdealkusz mellett leste el a tőzsdék működésének fortélyait.
A második világháború idején a család az Amerikai Egyesült Államokba menekült, majd az 1950-es években Németországban és Franciaországban élt.  Az ifjú Kostolanyt hamar hatalmába kerítette az akkori Párizs csillogásának varázsa. Spekulánsként a sikerek mellett számos kudarc is érte. Mindemellett elmondható, hogy a közvélemény zseninek tekintette és nagy népszerűségnek örvendett világszerte. Számos módszerrel keresett vagyonokat, amiben eleinte mindenki kételkedett. Az 1946-ban megalkotott módszert azóta többen alkalmazták a siker reményében.
A magyar származású pénzügyi zseni 1946-ban német birodalmi kötvényeket vásárolt, az ezer frankos névérték egynegyedéért. Ezeket az úgynevezett Young-kötvényeket 1930 körül bocsátotta ki a német állam, az akkori szokásnak megfelelően, amerikai dollárban, brit fontban, svájci és francia valutában az adott országbeli célközönségnek. Akkoriban a befektetők azt szerették, ha saját országuk fizetőeszközében kibocsátott kötvényeket vásárolhattak, legyen bármelyik állam is a kibocsátó. A hazai pénzben bíztak, ebben látták az értékállóság garanciáját. Nem is lett volna semmi baj a megtérüléssel, ha nem jön közbe a második világháború, s nem borul fel fenekestül Európa.
A világégés után a kötvényesek bizalma elveszett, nem remélték, hogy a háború utáni német állam valaha is helytáll, többek között azért, mert mindenki jogos aggodalommal tekintett a Német Birodalom hatalmas adósságára. A kötvények forgalma elenyésző lett, a bizalomhiány töredékére apasztotta értéküket. Ekkor jött Kostolany, és bevásárolt a régi papírokból. Sokan szegezték a mesternek azt a kérdést a negyvenes években, amit jóval később egy tévéinterjúban Johannes Gross német riporter is megfogalmazott: „Hogy jutott eszébe 1946-ban az az esztelen gondolat, hogy a Német Birodalom, vagy a Német Birodalom jogutódja egyszer ismét fizetőképes lesz?” És a válaszban benne áll minden hasonló befektetési stratégia alapja: „Meg voltam győződve arról, hogy Németország újra talpra áll”. Ezzel a befektetése több ezerszeres hasznot hozott. De hasonló tranzakcióként említhető az orosz cári kötvények megvásárlása is. (Forrás:  https://web.archive.org/web/20090310034203/http://www.pointernet.pds.hu/managermagazin/2004/05/managermagazin_18.html)
A tőzsdén fontos szerepet játszik a szerencse, de nem minden esetben a legfontosabb. „Voltak persze ötleteim, meglátásaim, vízióim, amelyekből nagy pénzt tudtam csinálni, és voltak kevésbé szerencsés időszakaim is, amikor veszteséges voltam, de a végén a szaldó mindig pozitív, és ez a lényeg.”
Szintén gyakran hangoztatta, hogy:
„Akinek sok pénze van, annak lehet spekulálni, akinek kevés a pénze, annak nem szabad spekulálni, akinek pedig egyáltalán nincs pénze, annak muszáj spekulálni.”
Számos könyvet írt és rendszeresen publikált a Capital című lapban.
1999. szeptember 14-én, 93 évesen halt meg a magyar származású tőzsdeguru. 90 évesen írta azt az önéletrajzi regényt, amelyben ez áll: „Ha elég fiatal lennék, mondjuk még csak 70 éves, akkor megalapítanám az optimisták iskoláját.” Még 90 évesen is tervei voltak, legfőbb álma pedig az volt, hogy megérje az ezredfordulót.

## Magyarul megjelent művei
- Tőzsdeszeminárium. Tőkebefektetőknek és spekulánsoknak; ford. Benkovics László, Kerényi László; Közgazdasági és Jogi, Bp., 1989
- A pénz és a tőzsde csodavilága; ford. Kerényi László; Közgazdasági és Jogi, Bp., 1990
- Tőzsdepszichológia. Kávéházi előadások; ford. Benkovics László; Közgazdasági és Jogi, Bp., 1992
- Egy spekuláns bölcsessége. Beszélgetés Johannes Gross-szal; ford. Trauttwein-Kemény Éva; Perfekt, Bp., 1999
- Kedvenc történeteim a pénzről. Hasznos ötletek befektetőknek és spekulánsoknak; ford. Svéda Dóra; Perfekt, Bp., 2002
- Mérlegen a jövő. Tegnap, ma, holnap; ford. Svéda Dóra; Perfekt, Bp., 2003
- Több mint pénz és mohó vágy. Kostolany jegyzetei; ford. Svéda Dóra; Lexecon, Győr, 2006
- Mesterfokon a pénzről; ford. Svéda Dóra; Perfekt, Bp., 2008
  - (A befektetés művészete címen is)
- A befektetés művészete; ford. Svéda Dóra; Alinea, Bp., 2021
  - (Mesterfokon a pénzről címen is)